# Stazione di Morengo-Bariano
Stazione di Morengo-Bariano vasútállomás Olaszországban, Lombardia régióban, Lombardia településen.

## Vasútvonalak
Az állomást az alábbi vasútvonalak érintik:
- Milánó–Velence-vasútvonal

## Kapcsolódó állomások
A vasútállomáshoz az alábbi állomások vannak a legközelebb:
- Stazione di Vidalengo (Milánó–Velence-vasútvonal, nyugat)
- Stazione di Romano (Milánó–Velence-vasútvonal, kelet)